# Charles Ebune
Charles Ebune Ndoh (né le 12 juillet 1986) est un journaliste et intervieweur camerounais, connu pour être le principal présentateur de l'émission Globewatch, le programme d'actualités internationales le plus populaire du Cameroun, diffusée sur la télévision nationale CRTV, avec environ 8 millions de téléspectateurs hebdomadaires.

## Biographie

### Éducation et débuts
Il est titulaire d'un diplôme et d'une maîtrise en journalisme et en histoire des universités de l' Université de Yaoundé I et de l' Université de Yaoundé II respectivement. 

### Carrière
Charles Ebune a interviewé le directeur général du Fonds monétaire international, l'ancien président de la Fédération des associations internationales de football, l'ancien président de la Commission électorale indépendante du Nigéria, le président du Parlement panafricain, le secrétaire général adjoint de l'ONU, l'exécutif du Commission économique des Nations unies pour l'Afrique et l'un des candidats au poste de secrétaire général des Nations unies, la directrice générale de l'Unesco, Irina Bokova et l'ancien ambassadeur américain au Cameroun, Michael Hoza . 
Ebune a également interviewé le président du Comité international de la Croix-Rouge, le directeur exécutif du Programme alimentaire mondial, le ministre britannique pour l'Afrique, le président de la Suisse et le représentant permanent des États-Unis auprès des Nations unies. Ebune donne des cours de journalisme à l'Ecole Supérieure de Communication de Masse et est également l'assistante presse du Directeur Général d'Elections Cameroon. 

## Distinctions
Il a remporté le prix Sonnah du meilleur présentateur de télévision en 2013.  En 2016, il figurait parmi les 50 jeunes camerounais les plus influents.